# Sault
Sault (Saut in occitano provenzale) è un comune francese di 1 402 abitanti appartenente al dipartimento di Vaucluse della regione Provenza-Alpi-Costa Azzurra, e situato sull'altopiano detto Plateau d'Albion.

## Storia

### Simboli
Lo stemma comunale riprende il blasone della famiglia d'Agoult (d'oro, al lupo rapace d'azzurro, linguato e infamato di rosso.

## Società

### Evoluzione demografica
Abitanti censiti

## Amministrazione

### Gemellaggi
- Pignataro Maggiore